# Kaiser-Wilhelms-Spende
Die Kaiser-Wilhelms-Spende war eine allgemeine Stiftung für Alters-, Renten- und Kapital-Versicherung im Deutschen Reich.

## Geschichte
Die Stiftung verdankte ihre Entstehung einer Sammlung, die nach der Rettung des Kaisers Wilhelm I. aus drohender Lebensgefahr wegen der beiden Attentate vom 11. Mai und vom 2. Juni 1878 im Deutschen Reich veranstaltet wurde. Die Sammlung brachte eine Summe von nahezu 1.740.000 Mark in 75.576 Gemeinden von 11.523.972 Beisteuernden zusammen. 
Nach einer Bestimmung des Kronprinzen Friedrich Wilhelm, ihres Protektors, welchem die Summe mit der Bitte übergeben wurde, sie der Verwendung zu einem allgemeinen wohltätigen Zweck zuzuführen, bildete die Kaiser Wilhelms-Spende die Grundlage einer Altersrenten- und Kapitalversicherung für die gering bemittelten Klassen, insbesondere für die Arbeiter, indem sie als Garantiekapital zur Bestreitung der Verwaltungskosten diente. Nebenbei hatte die Anstalt auch den Zweck, genossenschaftliche Alterversorgungsanstalten für einzelne Berufskreise durch Beschaffung der notwendigen statistischen und Rechnungsgrundlagen sowie durch Beirat bei Einrichtung der Verwaltung usw. zu unterstützen. 
Die Kaiser-Wilhelm-Spende erfreute sich wachsender Beteiligung. Sie zählte 1880 337 Mitglieder mit 41.855 Mark Jahreseinlage und 1885  8.363 Mitglieder mit 841.375 Mark Jahreseinlage; bis 1905 waren insgesamt 24.288 Mitglieder eingetreten. Bei vielen Sparkassen im Reichsgebiet wurden Zahlstellen für diese Stiftung eingerichtet.
Nach der völligen Entwertung ihres Vermögens in der Inflation von 1914 bis 1923 und einer teilweisen, späteren staatlichen Anerkennung des Goldmarkwertes ihrer Verbindlichkeiten in der neuen Renten- und dann Reichsmarkwährung (RM) fusionierte die Kaiser-Wilhelms-Spende 1929 mit der Lebensversicherungsanstalt für die Armee und Marine und der Preußischen Rentenversicherungsanstalt zur Deutschen Beamten-Versicherung öffentliche Lebens- und Renten-Versicherungsanstalt (DBV). Diese gehörte seit 1997 der Credit Suisse Group, dann der Winterthur Group, welche 2006 vom französischen Versicherungskonzern AXA übernommen wurde.